# Julien Buge (Fußballspieler, 1913)

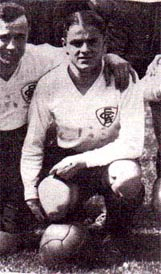
Buge im Trikot des Excelsior AC

Julien Buge (* 18. Februar 1913 in Paris; † 18. Mai 1940 in Inor) war ein französischer Fußballspieler.

## Karriere
Der Stürmer Buge offenbarte bereits im Jugendalter sein großes Talent und wurde 1931 zum Sieger des landesweiten Jugendfußballerwettbewerbs Concours du jeune footballeur gekürt. Als 1932 mit der Division 1 eine frankreichweite Profiliga geschaffen wurde, gelang ihm die Aufnahme in den Kader des Excelsior AC Roubaix, der in dieser Spielklasse antreten durfte. So kam er wenig später zu seinem Debüt im bezahlten Fußball und war Teil einer Mannschaft, die den Einzug ins nationale Pokalendspiel 1933 schaffte. In der Begegnung, bei der man auf den Stadtrivalen RC Roubaix traf, war der Spieler Teil der ersten Elf und erzielte in der 23. Minute den Treffer zum 2:0-Zwischenstand. Da die Partie mit 3:1 endete, konnte er den Gewinn der Trophäe feiern. Er spielte anschließend weiter erstklassig, bis er 1935 zum Zweitligisten AC Amiens ging.
Buge trug zwei Jahre lang das Trikot von Amiens, ehe er 1937 zum Excelsior AC zurückkehrte. 1939 zwang ihn der Beginn des Zweiten Weltkriegs zur Unterbrechung seiner Laufbahn. Er kämpfte für ein Infanterieregiment und starb im Mai 1940 mit 27 Jahren an der Front in Lothringen. Sein 1935 geborener Sohn Julien Buge war später ebenfalls Profifußballer.